# Christa de Carouge
Christa de Carouge, née en 1936 à Bâle et morte le 17 janvier 2018 à Zurich, est une créatrice de mode suisse.

## Biographie
Christa de Carouge naît Christa Furrer en 1936 à Bâle. Son père est cuisinier au Baur au Lac, sa mère couturière dans la haute couture. Elle a une sœur, de cinq ans sa cadette, et trois frères cadets, nés entre 1944 et 1948. La famille s'installe à Zurich en 1938.
Après des études de Beaux-Arts à Zurich, où elle obtient un diplôme de graphiste, elle travaille plusieurs années pour une agence de publicité. Elle y réalise notamment des campagnes de publicité pour Toblerone.
Elle épouse en 1963 Rudi Hegetschweiler, un marchand de textile, et s'installe la même année avec lui à Genève. Ils y ouvrent un magasin de mode haut de gamme nommé « Rudi » et elle lance sa première collection, intitulée « Chrigi ». 
Après son divorce, puis un nouveau mariage qui dure moins d'un an, elle s'installe à Carouge, où elle réalise ses propres créations  à partir de 1978. Elle ouvre en 1988 une succursale à Zurich.
En 1997, elle fait partie des douze créateurs de mode dont le travail est présenté dans l'exposition « Stylisme suisse 1972-1997 » au Musée national suisse à Zurich. En 2017, le Kunsthaus de Zoug lui consacre une exposition qui retrace sa carrière.
Elle quitte Carouge en 2004 et ferme sa boutique de Zurich en 2013. 
Elle meurt le 17 janvier 2018 à Zurich, à l'âge de 81 ans, des suites d'une courte maladie, un cancer du foie selon le Blick.

## Style
Son style, dépouillé, s'articule autour du noir, « symbole d'élégance et de non-conformisme », et de couleurs qui se marient bien avec lui, telles que le rouge et le bleu ; les volumes sont amples et la matière brute ; les lignes géométriques. Elle vise une longue durée et « privilégie le bien-être et l'amour du détail »,.
Elle s'inspire notamment de Rei Kawakubo, Comme des Garçons, Yohji Yamamoto et Rick Owens.

## Distinctions
- 1993 : Prix Bolero (de)[17] du meilleur styliste de l'année[3]
- 1995 : Prix de l'artisanat de Genève[14]

## Expositions
- 1986 : Halle-Sud, Genève[18]
- 1993 : Musée des arts décoratifs, Lausanne[19]
- 1995 : « La réserve de la patronne », Centre des arts appliqués, Genève[20]